# Love (2011)
Love (oder auch L☂☽∀E, vormals I-Empire) ist ein US-amerikanischer Science-Fiction-Film, der von der Alternative-Rock-Band Angels & Airwaves produziert wurde und deren Musik enthält. Er ist gleichzeitig das Regiedebüt von William Eubank. Die Weltpremiere fand am 2. Februar 2011 beim 26. jährlichen Santa Barbara International Film Festival statt und lief später beim Seattle International Film Festival und Fantasia International Film Festival in Montreal. Am 10. August lief er in 450 ausgewählten Kinos in den Vereinigten Staaten, welches das Liveevent Angels & Airwaves Presents Love Live (L☽ve Live) beinhaltete, ein Konzert der Band im Livestream sowie eine Frage-und-Antwort-Runde.
Love handelt von persönlich-psychologischen Effekten der Isolation und Einsamkeit (wahrscheinlich eine Hommage an Cast Away), als ein Raumfahrer im Weltall festsitzt und dadurch die Wichtigkeit von zwischenmenschlichen Beziehungen und Liebe erkennt. Zudem ist die Zerbrechlichkeit der Menschheit (durch ein apokalyptisches Weltuntergangs-Endzeit-Szenario) ein Thema, inspiriert von Carl Sagans Warnungen in Pale Blue Dot und hebt die Bedeutung von Erinnerungen und Geschichten als Erbe der Menschen hervor.

## Handlung
Im Jahr 2039 wird der US-amerikanische Astronaut Lee Miller als einziger zu der Internationalen Raumstation gebracht, um zu überprüfen, ob sie sicher ist, nachdem sie vor zwei Jahrzehnten verlassen wurde. Kurz nach der Ankunft an Bord fällt der Funkkontakt aus und Lee wird ohne weitere Erklärung sich selbst überlassen.
Während die Zeit vergeht, auf der Erde die Lichter erlöschen und die Lebenserhaltungssysteme der Station versagen, kämpft Lee mit seinem Verstand und ums Überleben. Seine Welt ist eine klaustrophobische und einsame Existenz, und er beginnt, von ehemaligen Crewmitgliedern zu träumen – sowohl russischen als auch amerikanischen – dargestellt in Polaroids, die von vorherigen Missionen an Bord zurückgelassen wurden. Nach Stromproblemen muss Lee in einen Teil der Station, in dem er vorher den Druck herausgelassen hatte, und er macht eine merkwürdige und unerklärliche Entdeckung: das Tagebuch eines Hauptmannes aus dem Amerikanischen Bürgerkrieg 1864. Ob ein faktischer Selbstmordversuch glückt und die weitere Handlung des Films nur im Bewusstsein des Protagonisten abläuft, der in seinem Raumanzug auf die Erde zurast – wie eine zugespielte Filmsequenz sowie die letzten Szenen des Films nahelegen – oder aber Lee tatsächlich zurück in das erzwungene Exil der Internationalen Raumstation geht, bleibt offen.
Nach mehreren Jahren dockt eine riesige außerirdische Raumstation an und Lee erfährt, dass er der letzte überlebende Mensch sei.

## Produktion
“I can tell you, honestly, the movie is ten times better than I thought it would be. But it’s not meant to compete with Transformers. This is an art-house film and no band has really done this in a very long time. So we’re hoping that we catch some people off guard and we’re also hoping that we do something that is very credible as far its artistic acumen goes.”

„Ich kann dir sagen, ehrlich, der Film ist zehnmal besser, als ich erwartet hatte. Aber er soll sich nicht mit Transformers messen. Das ist ein Art-House-Film, und so etwas hat seit langer Zeit keine Band mehr wirklich gemacht. Also hoffen wir, dass wir ein paar Menschen überraschen, und wir hoffen auch, dass wir etwas auf die Beine stellen, was sehr glaubwürdig ist bezüglich seines künstlerischen Scharfblicks.“

Erste Teaser wurde in den Jahren 2007 und 2009 veröffentlicht. Am 10. Januar 2011 wurde der finale Trailer bei Apple Trailers veröffentlicht. Die Veröffentlichung fand viel Aufmerksamkeit auf verschiedenen Filmwebseiten. Basierend auf den Trailer verglichen viele den Film mit 2001: Odyssee im Weltraum, Moon und Solaris.

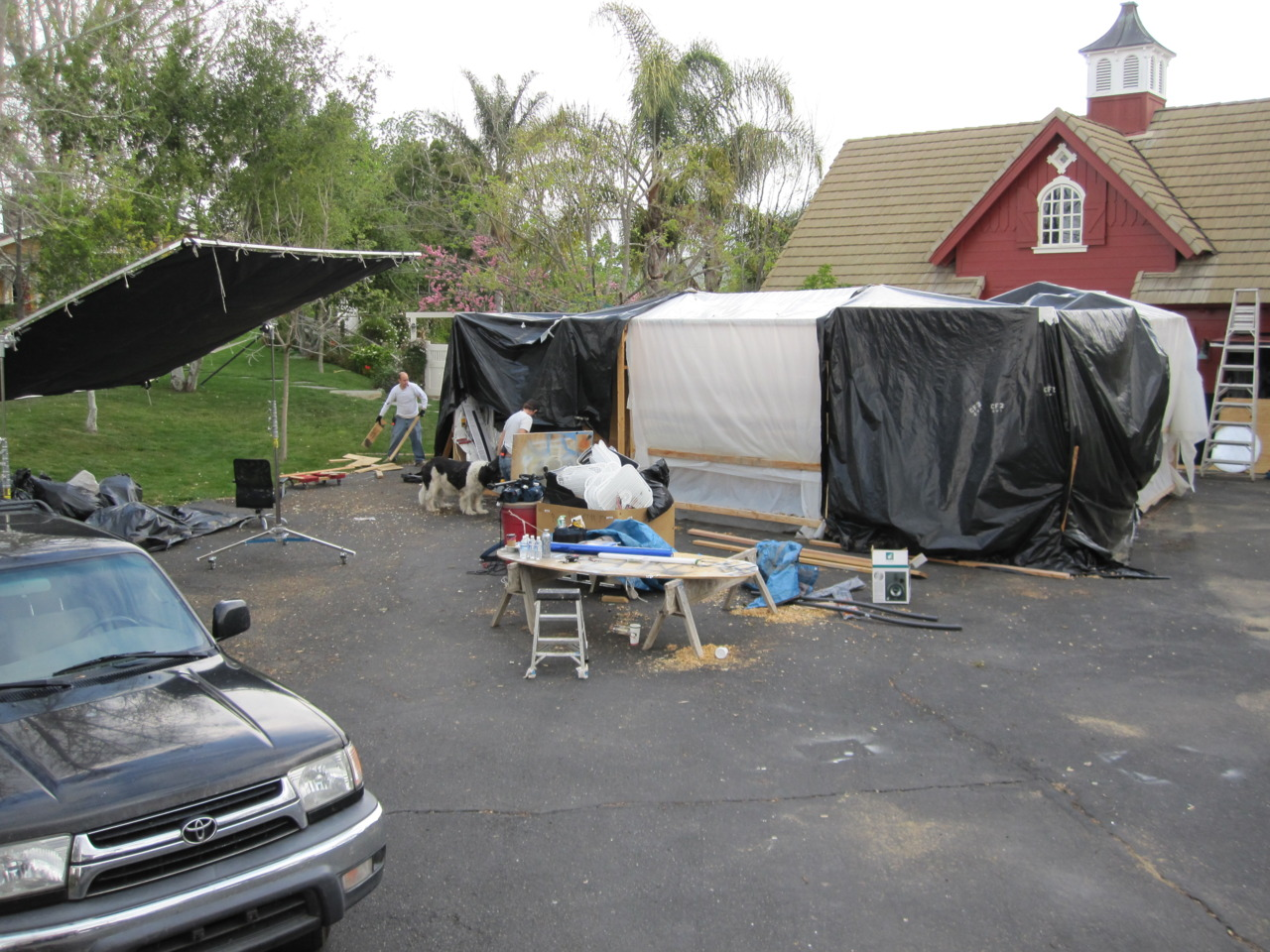
Das ISS-Set wurde in einer Auffahrt gebaut, hier mit Plastikplanen vor dem Regen geschützt.
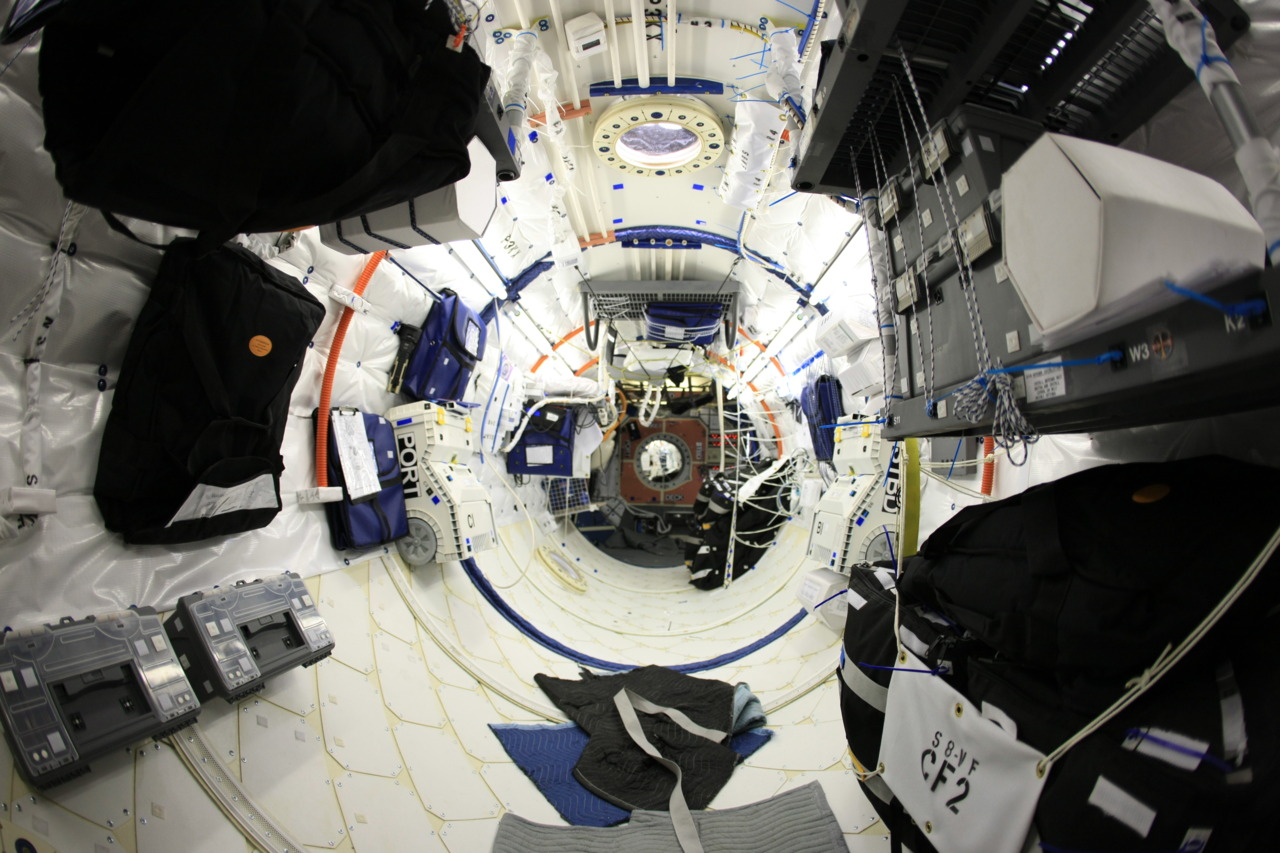
Innerhalb des Weltraumstationsset.

Bemerkenswert ist, dass das Szenenbild von William Eubank selbst gebaut wurde und im Garten seiner Eltern stand. In einem Making-of-Video nannte Eubank Details zum Aufbau und gab eine Liste von verwendeten Materialien an, unter anderem Decken, MDF-Platten, Wärmebeutel, Klettverschluss, Wärmedämmung und Lichterketten. Nach Aussagen von Tom DeLonge sollte zuerst die Raumstation aus dem Film Apollo 13 gemietet werden, aus Kostengründen wurde dann jedoch eine eigene nachgebaut. Außerdem hob er die Schützengräben über drei Wochen hinweg selbst aus.
Es wird auf jegliche Andeutung von Schwerelosigkeit verzichtet. Lediglich die Kameraführung suggeriert zeitweise ein entsprechendes Gefühl.
Das Filmbudget lag bei ca. 500.000 bis 600.000 US-Dollar.

## Veröffentlichung

### Filmfestivals
Die Weltpremiere des Films fand am 2. Februar 2011 bei dem 26. jährlichen Santa Barbara International Film Festival statt, mit weiteren Ausstrahlungen am 3. bis 5. Februar im Arlington Theater. Am 11. Februar lief der Film kostenlos im Riviera Theatre in Santa Barbara, in der Kategorie „Best of the Fest“.
Beim Seattle International Film Festival 2011 lief Love im „Sci-Fi and Beyond Pathway“ und „New American Cinema“ Programm. Ausgestrahlt wurde der Film am 21. Mai im Pacific Place Theatre und einen Tag später im SIFF Cinema. Ein drittes Mal lief er am 11. Juni im Egyptian Theatre.
Love hatte zudem eine Aufführung beim Fantasia International Film Festival 2011 in Montreal, Québec. Diese war am 18. Juli im Hall Theatre, in der Sparte „Camera Lucida Section“ und war gleichzeitig die erste Ausstrahlung außerhalb der Vereinigten Staaten.

### Kino
Love lief für einen Tag in 450 ausgewählten Kinos am 10. August 2011 in den Vereinigten Staaten.

### DVD und Blu-ray Disc
Angels & Airwaves veröffentlichten am 11. November 2011 ein Boxset, das den Film Love, Love Part I und das vierte Studioalbum Love Part II beinhaltet. In Deutschland ist der Film am 27. April 2012 auf DVD und Blu-ray Disc erschienen.

## Kritiken
Bei dem Santa Barbara International Film Festival war der Film für ursprünglich drei Vorstellungen vorgesehen. Es wurden jedoch zwei weitere im Arlington Theatre eingerichtet, nachdem die ersten ausverkauft waren.
Dennis Harvey von Variety schrieb: „Love erfreut mit den Details seines Hauptszenenbilds sowie den versierten Spezialeffekten, regelmäßig interessanten, dennoch untergeordneten Soundtrack (der einzige echte Song läuft während des Abspanns) und einem lebhaften redaktionellen Tempo… Love bleibt so unverständlich wie seine absichtlich mehrdeutige Erzählung. Doch die Aufmachung ist so intelligent einfallsreich, dass die meisten Zuschauer die Fahrt genießen, trotz des rätselhaften Ziels.“
Dustin Hucks von Ain’t It Cool News schrieb: „Love kann bei Zeiten sehr umfassend sein mit Szenen, Dialogen und seinem Ablauf… wenn man Wert auf Klarheit und eine feste Chronologie legt, wird Love einen frustriert zurücklassen. Für andere jedoch ist die Herausforderung des Verständnisses ein Grund den Film mehrmals zu sehen, wie für mich… Dies ist ein Film der definitiv nicht für jeden ist – er bietet aber viel für Fans von Inception und Moon.“
Hucks schrieb weiterhin, dass Love einer der visuell aufregendsten Low-Budget-Filme sei, die er je gesehen hat, und schloss seine Kritik damit ab, dass „Love es wert ist ein entsprechendes Kino zu suchen – aber verpasst ihn nicht auf DVD, falls ihr keines findet.“